# Katedrala u Puli
Pulska katedrala ili Katedrala Uznesenja Marijina u Puli je jedna od dviju crkvi u kojoj se nalazi sjedište (lat. cathedra) porečko-pulskog biskupa. Nalazi se uz južnu stranu pulskog zaljeva u podnožju brežuljka na kojem se nalazi Kaštel iz 17. stoljeća. Mjesto današnje crkve rabilo se za religijsko štovanje još od antičkih rimskih vremena, a prve kršćanske crkve na ovome mjestu izgrađene su u kasnom 4. i ranom 5. stoljeću. One su prošle kroz seriju proširivanja i rekonstrukcija u narednim vremenima.

## Povijest
Pretpostavlja se da je na mjestu današnje katedrale u rimsko doba bio hram Jupitera Konzervatora. Nađeni su i ostaci termi, a za vrijeme rimskog progona kršćana vjerojatno je ovdje, kao i na mjestu gdje je crkva svetog Franje, bio prostor tajnog okupljanja kršćana.
U 4. i 5. stoljeću ovdje je, uz gradske morske bedeme, izgrađen cijeli kompleks starokršćanskih građevina. Na mjestu katedrale prvo je izgrađena manja crkva širine srednjeg broda današnje crkve. Sredinom 4. stoljeća sagrađena je i jednobrodna crkva sv. Tome, kasnije inkorporirana u produženu dvoransku crkvu (vjerojatno nakon 392.). U drugoj polovici 5. stoljeća transformirana je u crkvenu trobrodnu baziliku s karakterističnim arhitektonskim rješenjem za sjevernojadransko područje: upisana apsida i ravno začelje crkve. Istovremeno se pred bazilikom podiže krstionica križnog tlocrta osobite izvedbe i biskupski dvor, srušeni polovicom 19. stoljeća nakon premještanja sjedišta biskupije u Poreč 1828. godine.
Današnja je katedrala, dakle, nastala širenjem prethodnih zgrada u 5. stoljeću. Bila je bogato ukrašena zidnim freskama i podnim mozaicima, od kojih je danas sačuvan vrlo mali dio, odnosno mozaik s imenima bračnog para DAMIANUS ET LAVRENTIA koji su zavjetno dali crkvi sredstva za 200 stopa podnog mozaika.
Godine 1860. u crkvi je otkriven relikvijski grob u obliku manjeg kamenog sarkofaga. U srebrnoj kutiji s nizom pregrada otkrivena su 2 relikvijara, koja se danas nalaze u Beču, te 12 zlatnih statua koje su poslije nestale bez traga i glasa. U srebrnoj kutiji nađena je i manja zlatna kutija, pretpostavlja se da su u njoj bili koštani ostaci sv. Tome, vjerojatno doneseni iz Konstantinopola u 5. stoljeću, a danas se čuvaju u Muzeju povijesti umjetnosti u Beču.
Prvi biskup koji je imao središte u Puli bio je Antonius. Spominje se u razdoblju od 510. – 547. godine. Crkva je doživjela i neke promjene, među ostalim i probijanje ulaza na južnom zidu za vrijeme biskupa Handegisa (857. – 862.). Danas je taj ulaz zazidan, ali se na južnom zidu crkve još vide njegove konture. U 13. stoljeću je s južne strane dograđena i manja kapela. Godine 1242. za vrijeme mletačkog napada crkva je djelomično porušena i zapaljena, a tek u 15. stoljeću rade se veći popravci i rekonstrukcije pa je time dodana cijelom zdanju i gotička nota.
Današnje je klasicističko pročelje dobila 1712., u vrijeme biskupa Bottarija kada započinju značajni radovi obnove sklopa bazilike i baroknog zvonika, koji završavaju 1924. godine. Samostojeći zvonik završen je 1707. godine. Nažalost, građen je većim dijelom od kamenih blokova uzetih iz amfiteatra. Pokraj zvonika nalazila se i krstionica izgrađena u 5. st., a porušena 1885. godine. Rekonstrukciju njezinog izgleda prikazao je na crtežima Pietro Kandler. Poput Eufrazijane i njezine krstionice i u ovoj se nalazio šesterokutni zdenac za krštenja.
Katedrala je pretrpjela teška oštećenja u bombardiranju Pule u Drugome svjetskom ratu, ali je ponovo rekonstruirana 1947. godine.
Na sjevernoj strani katedrale, okrenutoj prema pulskom zaljevu, nalazilo se do polovice 19. stoljeća groblje s kojeg su desetak godina kasnije posmrtni ostaci pokopanih prebačeni na novo pulsko gradsko groblje Monte Ghiro. Danas se na tom mjestu nalazi novoobnovljeni park biskupa Jurja Dobrile.

### Relikvije
Ispod glavnog oltara pulske katedrale nalazi se 5 sarkofaga koji već stoljećima čuvaju kosti svetaca što su obilježili doba u kojem su živjeli. Sarkofazi čuvaju kosti, ali i tajne sljedećih svetaca: sv. Jurja, sv. Teodora, sv. Dimitrija, sv. Bazilija, sv. Flora i bl. Salomona, bivšega ugarskog kralja. Prvobitno ih je pronašao u katedralskoj kapeli biskupa Ursinija pulski biskup Alojzije Marcello 1675. godine. Uz navedene kosti, biskup Alojzije Marcello pronašao je i zapis biskupa Ursinija kojim svjedoči da je on godine 1487. posvetio oltar u čast spomenutim svecima. Brojne su teorije o svecima koji počivaju u pulskoj katedrali. Neki povjesničari čak vjeruju da su sv. Teodor, sv. Juraj, sv. Dimitrije i sv. Bazilije upravo sv. Teodor iz Euchaide, sv. Juraj iz Kapadokije, sv. Dimitrije iz Sirmija i sv. Bazilije Veliki iz Kapadokije. Ipak, to su samo nagađanja o kojima nema povijesnih dokaza. Jedino sa sigurnošću može se tvrditi porijeklo bl. Salomona i donekle sv. Flora.

## Više informacija
- Porečko-pulska biskupija
- Crkvena umjetnost u Hrvatskoj
- Crkvena arhitektura u Hrvatskoj

## Vanjske poveznice
|  | Zajednički poslužitelj ima još gradiva o temi Katedrala u Puli |